# Polska szkoła w Raju

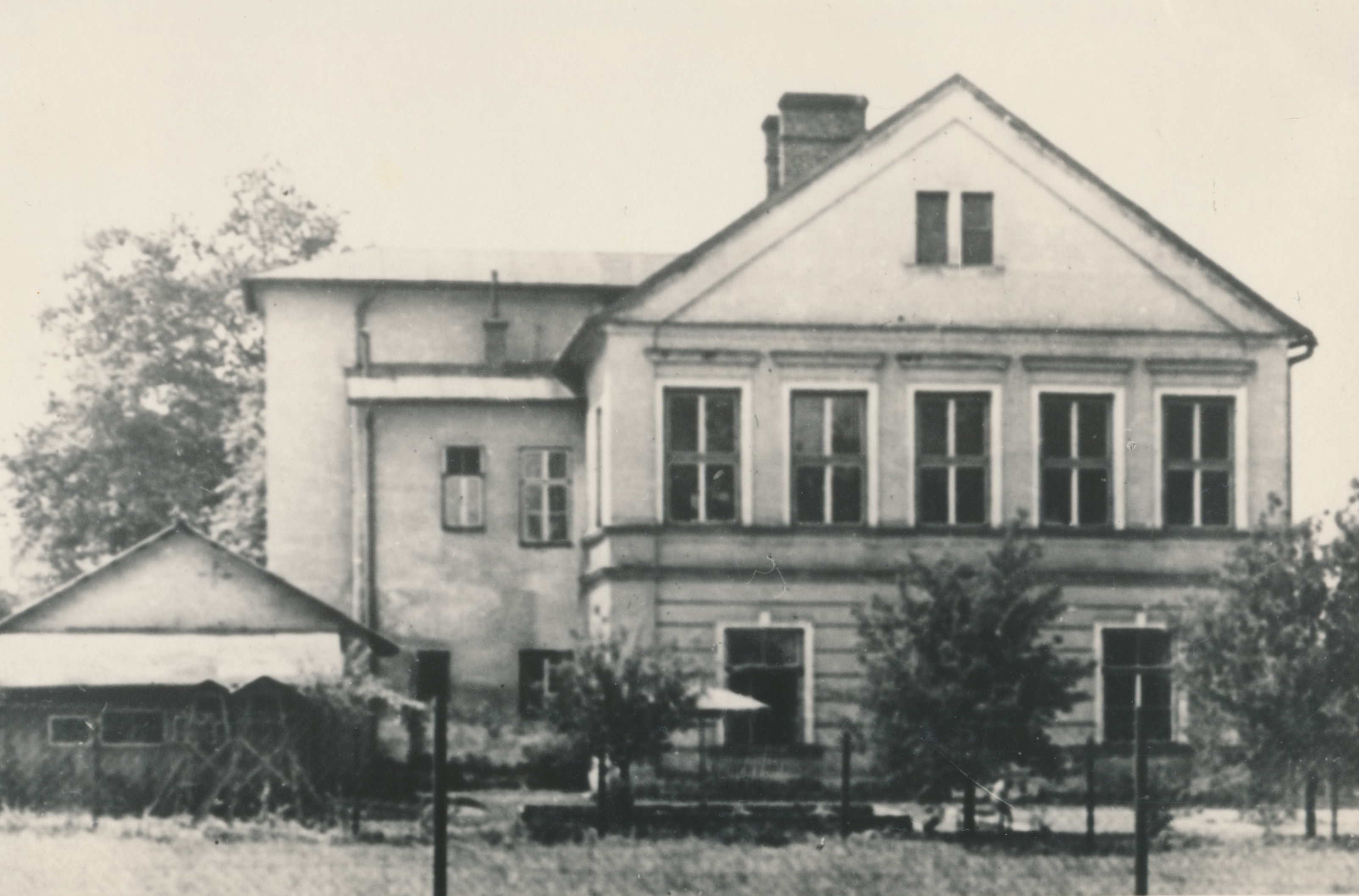
Murowany budynek polskiej szkoły w Raju (lata 30. XX wieku)

Polska szkoła w Raju (od 1949 roku dzielnicy Karwiny) na Śląsku Cieszyńskim. Została otwarta w 1872 roku i czynna była do 1982 roku.

## Opis
Szkoła ludowa w Raju powstała w 1872 roku z inicjatywy dziekana frysztackiego Karola Hudźca oraz dzięki szczodrości barona Jerzego Bessa i właściciela gruntu Józefa Urbańczyka, który w tym czasie był wójtem wioski. Przedtem miejscowe dzieci musiały uczęszczać do szkoły w sąsiednim Frysztacie lub Kaczycach. Szkoła była szkołą jednoklasową. Językiem nauczania był język polski, ale obowiązkowo uczono również języka niemieckiego. W roku 1897 przystąpiono do dobudowania dalszego piętra i od roku 1899 była szkołą dwuklasową.

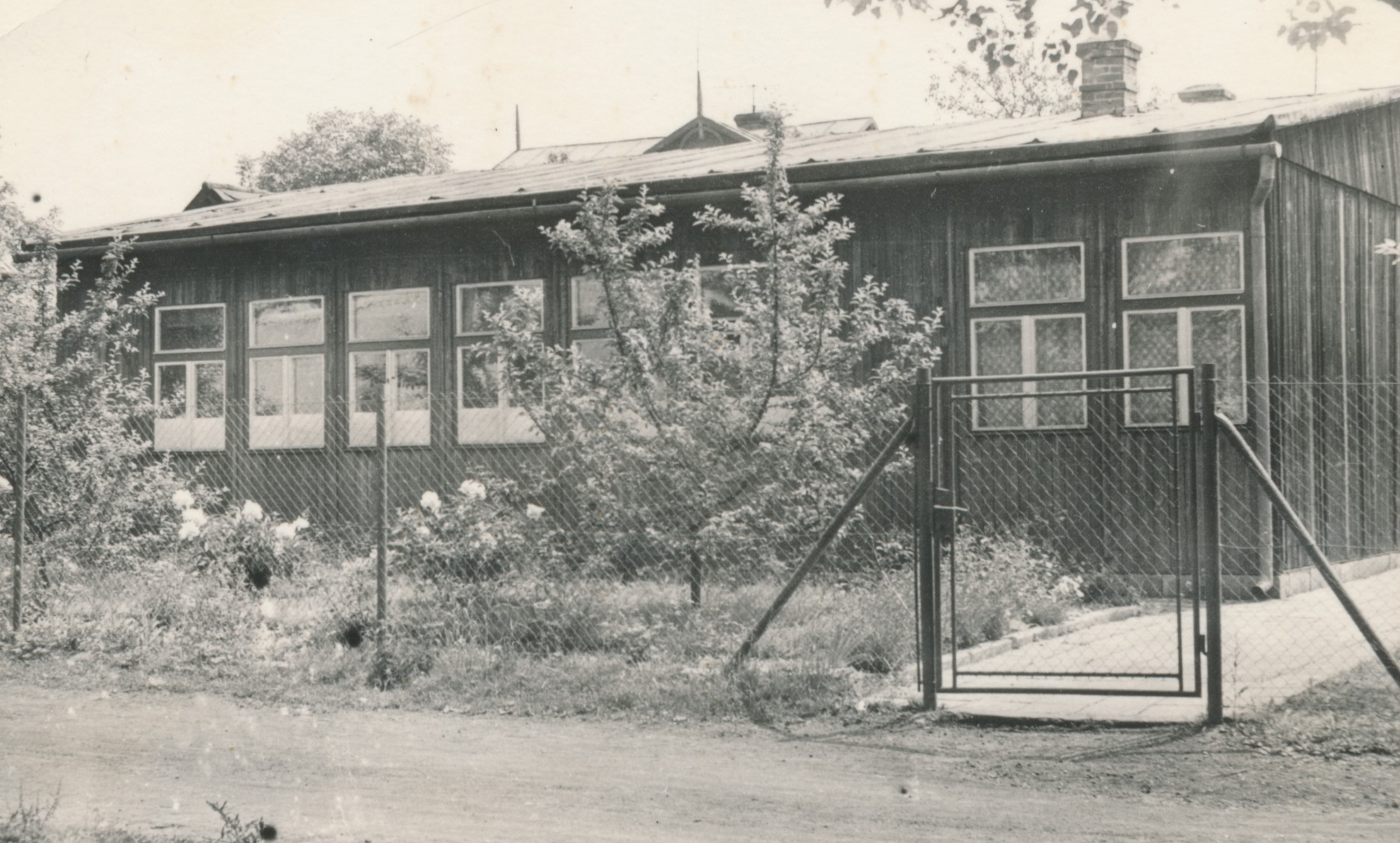
W latach 1950–1962 polska szkoła w Raju mieściła się w drewnianym budynku, w którym znajduje się siedziba MK PZKO Karwina-Raj.

W czasie pierwszej wojny światowej nauczanie było utrudnione z powodu braku nauczycieli oraz ich strajków. Po wojnie, w roku 1923, w murowanym budynku polskiej szkoły jeden lokal wynajęto nowo powstałej czeskiej szkole. Od roku 1935 była szkołą trzyklasową, a po przyłączeniu Zaolzia do Polski stała się szkołą pięcioklasową. W czasie drugiej wojny światowej w budynku polskiej szkoły w Raju otwarto czteroklasową szkołę niemiecką. Po wyzwoleniu zabrakło dla polskiej szkoły miejsca, ponieważ jej budynek zajęła szkoła czeska. Ponowne otwarcie polskiej dwuklasowej szkoły w Raju nastąpiło dopiero w 1948 roku. Swoją siedzibę miała w najróżniejszych lokalach: od 15 września 1948 do 30 maja 1949 w rajskim zamku, od 31 maja 1949 do 5 lutego 1950 w dawnym rajskim urzędzie gminnym i od 6 lutego 1950 do 30 czerwca 1962 w drewnianym budynku obok murowanego budynku byłego urzędu gminnego. Dopiero w marcu 1962 roku powróciła do pierwotnego budynku polskiej szkoły z 1872 roku. Od 1963 roku szkoła funkcjonowała jako szkoła trzyklasowa. W tym samym roku przy szkole otwarto świetlicę szkolną. Po powrocie do własnego budynku w pełni rozwinęła się praca szkolna i pozalekcyjna. Powstało kółko taneczne, chór szkolny, odbywały się przedstawienia i rewie. W 1966 roku powstał popularny zespół dziecięcy „Promyk”. W roku 1972 kilka generacji uczciło jej jubileusz – 100 lat istnienia. Z powodu ustawicznego ubytku uczniów rok szkolny 1981-82 (liczba uczniów 31) był ostatnim. W 1982 roku szkoła została zamknięta, a dzieci przeszły do polskich szkół w Karwinie-Frysztacie i Karwinie-Nowym Mieście. W 2022 roku, w ramach obchodów 150. rocznicy powstania polskiej szkoły w Raju organizowanego przez Miejscowe Koło PZKO w Karwinie-Raju, na budynku szkoły została odsłonięta tablica pamiątkowa.

## Dyrektorzy
- 1872 - 1896 – Franciszek Gattnar
- 1896 - 1897 – Andrzej Słowik
- 1897 - 1925 – Alojzy Sikora
- 1897 - 1925 – Franciszek Mitręga
- 1945 - Jan Harok, Jan Grohman, Rudolf Pinkas
- 1945 - 1953 – Janina Godula
- 1953 - Jarosław Kaleta
- 1953 - 1982 – Robert Ocisk

## Nauczyciele do roku 1920[2]
Bóhm Jan, Buzek Karol, Kadłubek Karol, Pawlas Jan, Płonka Józef, Puppek Rudolf, Sowa Stanisław

## Nauczyciele do roku 1939[2]
Broda Stefania, Chlebik Robert, Gałuszka Robert, Gattnar Teofil, Hóglinger Engelbert, Kadłubek Karol, Kalus Maria, Kotas Jan, Olejownik Jan, Pinkas Rudolf, Stuś Stanisław

## Nauczyciele od roku 1945[2]
Bajer Emilia, Bajger Elżbieta, Budnik Elżbieta, Godula Janina, Gottsmann Helena, Grabowska Danuta, Janiurek Fryderyka, Janiurek Maria, Molinek Wanda, Nowak Halina, ks. Nowak Józef, Onderek Jan, Paszowa, Paździora Henryka, Pilecka Aurelia, Swaczyna Henryk, Szebesta Matylda